# يان كوبيك
يان كوبيك (بالتشيكية: Jan Kopic)‏ (4 يونيو 1990 بيهلافا في التشيك - ) هو لاعب كرة قدم تشيكي في مركز الوسط. شارك مع منتخب التشيك تحت 19 سنة لكرة القدم ومنتخب جمهورية التشيك تحت 20 سنة لكرة القدم ومنتخب جمهورية التشيك تحت 21 سنة لكرة القدم ومنتخب جمهورية التشيك لكرة القدم. أما مع النوادي، فقد لعب مع فيكتوريا بلزن ونادي يابلونتس وFC Vysočina Jihlava ‏ وFK Čáslav ‏.

## وصلات خارجية
- يان كوبيك على موقع الاتحاد الأوربي (الإنجليزية)
- يان كوبيك على موقع الاتحاد التشيكي (الإنجليزية)
- يان كوبيك على موقع قاعدة بيانات كرة القدم.إي يو (الإنجليزية)
- يان كوبيك على موقع ناشيونال فوتبول تيمز (الإنجليزية)
- يان كوبيك على موقع Soccerway.com (الإنجليزية)
- يان كوبيك على موقع AS.com (الإسبانية)